# مارتين إنريكي كاستيلو روز
مارتين إنريكي كاستيلو روز (بالإسبانية: Martín Enrique Castillo Ruz)‏ هو سياسي مكسيكي، ولد في 23 يناير 1970 في المكسيك. حزبياً، نشط في الحزب الثوري المؤسساتي. وقد انتخب عضو مجلس النواب المكسيك.